# Cyphomyrmex bicarinatus
Cyphomyrmex bicarinatus är en myrart som beskrevs av Roy R. Snelling och John T. Longino 1992. Cyphomyrmex bicarinatus ingår i släktet Cyphomyrmex och familjen myror. Inga underarter finns listade i Catalogue of Life.